# Feminismo no Japão
Durante o período Tokugawa, as mulheres eram subordinadas aos homens e cabia a elas serem obedientes aos pais, maridos, sogros e irmãos. Aprendiam desde criança a serem "boas esposas e mães responsáveis".
Mesmo com a queda regime Tokugawa e a Restauração Meiji, o status da mulher perante a sociedade japonesa permaneceu imutável. A constituição Meiji de 1889 não concedia quaisquer direitos legais, mantendo as mulheres sob a condição de subordinadas e sob a responsabilidade legal dos "pais e chefes de família".
Mas algumas mulheres começaram a lutar pelos direitos femininos naquela época, apenas alguns anos após os primeiros movimentos feministas ocidentais.
Em sua maioria, mulheres com educação de nível superior que queriam introduzir as conquistas políticas, legais e trabalhistas das feministas ocidentais, mas que não contaram nem mesmo com o apoio dos homens "liberais" daquela época.
Mulheres de personalidade forte, recusaram a aceitar o papel de "boas mulheres" e acabaram pagando com a vida pelo seu ativismo radical. Entre elas, destacam-se Kanno Suga (1881-1911), Kaneko Fumiko (1906-1926) e Itô Noe (1895-1923)